# حسین پرنیا

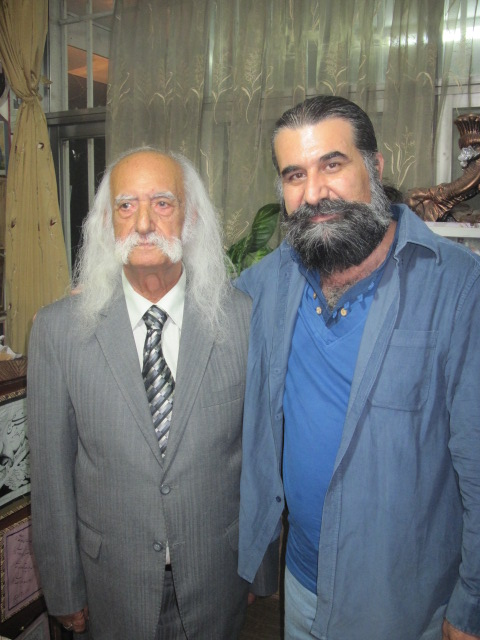
در کنار ابراهیم ناعم

حسین پرنیا نوازندهٔ سنتور و آهنگ ساز، در سال ۱۳۵۰ در خرم‌آباد متولد شد و تا سن ۱۴ سالگی در اندیمشک نزد استاد ندایی نواختن سنتور را آموخت. در سال ۱۳۶۹ به خدمت سربازی رفت و در پادگان مالک اشتر در دورود لرستان آموزش دید و به گروه موزیک پادگان خرم‌آباد پیوست. وی همچنین در دوران آموزش خدمت نیز تئاتری را کارگردانی و اجرا کرد. پس از آن به تهران آمد و از سال ۱۳۷۳ گروه همایون را شکل می‌داد. علاقه‌مندی به آهنگسازی موسیقی ایرانی از دیگر تجربه‌هایی بود که پرنیا خود با کنجکاوی و علاقه‌مندی آموخت.

## آثار
حسین پرنیا به همراه گروه همایون کنسرت‌هایی در ایران و خارج از ایران از جمله در آلمان، فرانسه، اتریش، چک، اسلوواکی، ترکیه، هند، پاکستان، قطر و امارات اجرا کرد.
پرنیا از سال‌های ابتدایی آشنایی با ایرج بسطامی چند کار مشترک با وی انجام داد که در قالب آلبوم‌های خانه بوی گل گرفت، رقص آشفته، حال آشفته و کنسرت گل‌پونه‌ها ۱ عرضه عمومی شد. البته آلبوم حال آشفته شامل دو بخش می‌باشد و بخش اول با صدای بسطامی و بخش دوم آن با صدای رضا رضایی پایور اجرا شده‌است. رسوای عشق بزرگداشت استاد جلیل شهناز و آلبوم یاد برای خرابه‌های تخت جمشید و کاست اهورایی با صدای حسن حسنی و همخوانی هوروش خلیلی و نگار مهر با صدای لطیف کاظمی و نقش ماندگار برای استاد فرامرز پایور وآلبوم ساکن جان با صدای علی جهاندار آلبوم بی کلام یک جرعه نگاه، آلبوم زخم جدایی با صدای رضا رضایی پایور و همخوانی هوروش خلیلی و نیز آلبوم فانوس شب آغوش با صدای حسین رضا اسدی از دیگر آثاری است که با آهنگسازی پرنیا منتشر شده‌است.
پرنیا همچنین آلبوم «ذوق جنون» با صدای علی جهاندار را در کارنامه کاری خود دارد. پرنیا هم‌اکنون در حال تنظیم اثری است که با صدای حسین رضا اسدی برای عرضه عمومی منتشر خواهد گردید. حسین پرنیا همچنین کتاب «دستور سنتور» همراه با سی دی آموزشی، «۲۰ تمرین برای سنتور» به بازار کتاب‌های موسیقی عرضه شده و سه کتاب «یاد»، «رقص آشفته» و «نگارین» نت نوشته مجموعه قطعات ساخته شده بی کلام وی اند که به زودی منتشر می‌شوند. از کارهای جدید حسین پرنیا آلبوم دا به خوانندگی رحیم عدنانی است. این آلبوم در دو بخش بختیاری و سنتی تنظیم شده‌است. حسین پرنیا در یادداشتی به مناسبت این آلبوم موسیقایی می‌گوید:
انزوا چه وحشتی است مثل نفس‌هایی که از سکوت می‌هراسند و خانه‌ای که هیچ جایش زیبا نیست. شب‌ها چه توفنده‌اند وو خواب چه هیبت کشنده‌ای برای بستر مردی که خودش مرور می‌شود.
باد با زوزه‌هایش گیسوان زنی که درخت خیال شده‌است را می پریشد وو این نگاه آزمند بر طوق پیشانی ماه. چه سماجتی است در این چشم برهم نهادن زندگی. در این خانه خیال کوه‌های مخمل و رود زز، ریل راه‌آهن و ایستگاه سپید دشت گذرگاهی است که لر و بختیاری را در دست هم می‌گذارد. قومی که هرگز سادگی اش را از کوه جدا نکرد و با هزار وسوسه شهر با هزار کنش نان…
وقتی از بختیاری می‌گویم یاد مادر بزرگ می‌افتم. "ننه عالم "را می‌گویم، لبخند مهربانش را هرگز از یاد نبرده‌ام، با لهجه قندوش بختیاری اش حرف‌های ایل، سرگذشت‌ها و تلخی و شیرینی‌ها را می‌گفت … هی… چقدر گلو گیرند خاطرات … شیر علی مردون‌ها و ابولقاسم خان‌های بختیاری کم نیستند و جنگ‌هایی که صدها شیر سنگی آفرید …

## آثار هنری
| آلبوم‌ها                   | آلبوم‌ها          | آلبوم‌ها                                                                        | آلبوم‌ها                                                                                                   | آلبوم‌ها                      | آلبوم‌ها        | آلبوم‌ها |  |
| ------------------------- | ---------------- | ------------------------------------------------------------------------------ | --- | ---------------------------- | -------------- | --- |  |
| نام آلبوم                 | سال انتشار       | آهنگ‌ساز                                                                        | نوازندگان                                                                                                 | خواننده                      | ناشر           | توضیحات |  |
| تحریر خیال                | ۱۳۷۲             | حسین پرنیا                                                                     | گروه همایون                                                                                               | ایرج بسطامی                  | نواگر          | این آلبوم دوباره در سال ۱۳۸۶ با نام خانه بوی گل گرفت با کیفیت بهتری بازنشر یافت. |  |
| رقص آشفته                 | ۱۳۸۱             | حسین پرنیا                                                                     | گروه همایون                                                                                               | ایرج بسطامی                  | آواز بیستون    | شامل نسخه استودیویی تصنیف معروف گل پونه‌ها حاصل آهنگی از حسین پرنیا بر روی شعری از هما میر افشار |  |
| حال آشفته                 | ۱۳۸۳             | حسین پرنیا                                                                     | گروه همایون                                                                                               | ایرج بسطامی، رضا رضایی پایور | آواز بیستون    | شامل نسخه کوتاه تصنیف گل پونه‌ها مربوط به کنسرت گروه همایون در بم (زادگاه بسطامی)، آلبوم حال آشفته شامل دو بخش می‌باشد و بخش اول با صدای بسطامی (اجرای زنده در بم، زادگاه بسطامی) و بخش دوم آن با صدای رضا رضایی پایور اجرا شده‌است. |  |
| خاطره‌ها                   |                  | حسین پرنیا                                                                     | | فرزاد امیریوسفی              | نواگر          | |  |
| وصف عشق                   |                  | رضا رضایی پایور، عارف قزوینی                                                   | | رضا رضایی پایور              | خانه هنر ایران | تنظیم کننده: حسین پرنیا |  |
| بی‌نشان                    |                  | حسین پرنیا                                                                     | گروه همایون                                                                                               | علی انصاری                   | نواگر          | نوازندگان: حسین پرنیا، صائب کاکاوند، همایون پشتدار، پژمان پرنیا |  |
| بانوی خیال                |                  | حسین پرنیا                                                                     | حسین پرنیا، بهزاد مردانی                                                                                  |                              | خوش‌نوا         | |  |
| یاد                       |                  | حسین پرنیا                                                                     | گروه همایون                                                                                               |                              | نوای مهر       | نوازندگان: حسن ناهید، محمود فرهمند، جمال جهانشاد، سیامک رئوفی، سیامک نعمت‌ناصر، صابر کاکاوند، مهدی رضایی، حمیدرضا اجاقی، حسین پرنیا |  |
| ساکن جان                  |                  | حسین پرنیا                                                                     | | علی جهاندار                  | پیام اسلام     | نوازندگان: ارسلان کامکار، سهراب پورناظری، شهرام اعتمادی، سامان پارسا، سهیل سان‌احمدی، سعید فهیمی، حمیدرضا اجاقی، مسعود براره، حسین پرنیا |  |
| صبح سپید                  |                  | ابراهیم نقدیان، مجید وفادار، اکبر محسنی، پرویز یاحقی، مهدی خالدی، علی‌اکبر شیدا | | امیر اشگبوس                  | چهارباغ        | نوازندگان: حسن ناهید، محمود فرهمند، محمد دلنوازی، حسین پرنیا، امیرمشیر فلسفی، هوشنگ فراهانی، یعقوب نوروزی، احمد مستنبط، آرش ارجمند، ابراهیم نقدیان، خسرو روشن |  |
| سایه‌وار                   |                  | حسین پرنیا                                                                     | گروه همایون                                                                                               | داود پایروند                 |                | اشعار از علی اطهری، ابوتراب جِلّی، مرتضی دهقان، سعید فهیمی |  |
| اهورایی                   |                  | حسین پرنیا                                                                     | گروه همایون                                                                                               | حسن حسنی                     | برگ سبز        | اشعار از حافظ شیرازی |  |
| نگار مهر                  |                  | حسین پرنیا                                                                     | گروه همایون                                                                                               | لطیف کاظمی                   | خوش‌نوا         | اشعار از حافظ، باباطاهر، وحشی بافقی، عباس سجادی، مرتضی دهقان، هلالی جغتایی و علیرضا اخلاقی |  |
| آلبوم ترانه‌ها «آوای دوست» | ۱۳۸۵             | مهرداد پازوکی، مهدی آذرسینا، پیمان خسروی سامانی، حسین پرنیا                    | | علی رستمیان                  | چهارباغ        | |  |
| به تماشای آنچه نیست       | ۱۳۸۹             | حسین پرنیا                                                                     | | سام سیاوش                    | نی داود        | شاعر: حسین پرنیا |  |
| سوگ سپید                  | ۱۳۹۱             | فرامرز پایور، حسین پرنیا                                                       | حسین پرنیا، پژمان پرنیا                                                                                   |                              | خوش‌نوا         | |  |
| سُرمه‌سا                    | ۱۳۹۱             | سیاوش اسماعیلی                                                                 | حسن ناهید، حسین پرنیا، سیامک رئوفی، کریم قربانی، شهرام اعتمادی، سعید میرآخری، مصطفی جعفری، سیاوش اسماعیلی | محمدعلی ناجی                 |                | |  |
| دا                        | ۱۳۹۱             | حسین پرنیا                                                                     | | رحیم عدنانی                  |                | موسیقی ایرانی و بختیاری |  |
| پاپریک                    | ۱۳۹۱             | حسین پرنیا                                                                     | | فرهاد لطفی                   | آوای باربد     | نوازندگان: حسین پرنیا، کریم قربانی، شهرام اعتمادی، فرهاد لطفی، مسلم علی‌پور، سهیل سان‌احمدی، پژمان پرنیا، توماج فرح‌بخش، محسن کیهانی‌نژاد، میثم علی‌پور |  |
| اشک‌های کویر               |                  | حسین پرنیا                                                                     | | رضا رضایی پایور              |                | اشعار از هلالی جغتایی، مولانا، سعدی شیرازی |  |
| خالی از شب خالی از تو     |                  | حسین پرنیا                                                                     | حسین پرنیا                                                                                                |                              |                | تک نوازی سنتور |  |
| فانوس شب آغوش             | ۱۳۹۱             | حسین پرنیا                                                                     | | حسین رضا اسدی                | ایران گام      | نوازندگان: ارسلان کامکار (ویولون)، حسین پرنیا (سنتور)، فرشید حفظی فر (آبوا)، علیرضا خورشید فر (کنترباس)، سینا جهان‌آبادی (ویولون آلتو)، فرهاد مشتاق (تار) صائب کاکاوند (تار، سه تار)، پژمان پرنیا (تنبک)، کریم قربانی (ویولون سل) و ناصر رحیمی (فلوت)، اشعار از محمد رضا شفیعی کدکنی، فریدون مشیری، علیرضا اخلاقی، امیر ارجینی، هادی باهنر و علی حسینی ملک‌آباد.                                          |  |
| پادشاه فصل‌ها              | ۱۳۹۳             | حسین پرنیا                                                                     | | علیرضا افتخاری               | ایران گام      | نوازندگان: ارسلان کامکار (ویولون و بربط)، حسین پرنیا (سنتور)، فرشید حفظی فر (آبوا)، علیرضا خورشید فر (کنترباس)، همایون پشت دار (کمانچه- کمانچه آلتو)، سینا جهان‌آبادی (ویولون- ویولون آلتو)، صائب کاکاوند (تار، بم تار)، پژمان پرنیا (تنبک)، رضا مهینی (دف)، کریم قربانی (ویولونسل) و ناصر رحیمی (فلوت)، اشعار از احمد شاملو، مهدی اخوان ثالث، نیما یوشیج، حافظ، حسین پرنیا، محمد سلمانی و علیرضا اخلاقی |  |
| رقصانه                    | ۱۳۹۴             | حسین پرنیا                                                                     | | شهرام ناظری                  |                | توسط مؤسسه سروش نشر یافته |  |
| سپید و سیاه               | 1395             | حسین پرنیا                                                                     | | محمدشریف توکلی               |                | شاعر:محمد سلمانی |  |
| پرواز و پرنیا             | نامشخص (به زودی) | حسین پرنیا                                                                     | | پرواز همای                   |                | شاعر:حافظ ناصرالدین شاه و ... |  |

|                |
| 1. 2. 3. 4. 5. |